# 天嘉
天嘉（560年正月—566年二月）是南陳政權，世祖文皇帝陈蒨的年号，共计6年餘。
天嘉元年春正月癸丑，陈蒨下诏：“朕以寡昧，嗣纂洪业，哀茕在疚，治道弗昭，仰惟前德，幽显遐畅，恭己不言，庶几无改。虽宏图懋轨，日月方弘，而清庙廓然，圣灵浸远，感寻永往，瞻言罔极。今四象运周，三元告献，华夷胥洎，玉帛骏奔，思覃遗泽，播之亿兆。其大赦天下。改永定四年为天嘉元年。”

## 纪年
| 天嘉 | 元年  | 二年  | 三年  | 四年  | 五年  | 六年  | 七年  |
| ---- | ----- | ----- | ----- | ----- | ----- | ----- | ----- |
| 公元 | 560年 | 561年 | 562年 | 563年 | 564年 | 565年 | 566年 |
| 干支 | 庚辰  | 辛巳  | 壬午  | 癸未  | 甲申  | 乙酉  | 丙戌  |

## 参看
- 越南李朝年號天嘉寶祐的另一說法
- 中国年号索引
- 同期存在的其他政权年号
  - 天啓（558年三月—560年二月）：南梁政權永嘉王蕭莊的年号
  - 大定（555年正月—562年正月）：西梁政權梁宣帝蕭詧的年号
  - 天保（562年二月—585年十二月）：西梁政權梁明帝萧岿的年号
  - 乾明（560年正月—八月）：北齊政权齊廢帝高殷年号
  - 皇建（560年八月—561年十一月）：北齊政权齊孝昭帝高演年号
  - 太寧（561年十一月—562年四月）：北齊政权齊武成帝高湛年号
  - 河清（562年四月—565年四月）：北齊政权齊武成帝高湛年号
  - 天統（565年四月—569年十二月）：北齊政权齊後主高纬年号
  - 武成（559年八月—560年十二月）：北周政权周明帝宇文毓年号
  - 保定（561年正月—565年十二月）：北周政权周武帝宇文邕年号
  - 天和（566年正月—572年三月）：北周政权周武帝宇文邕年号
  - 建昌（555年—560年）：高昌政权麴寶茂年号
  - 延昌（561年—601年）：高昌政权麴固年号
  - 開國（551年—568年）：新羅真興王的年號